# Zamboanguenos
Os zamboanguenos (magá zamboangueño em chavacano; mga Samboanggenyo em hiligueino, filipino e cebuano; Zamboangans em inglés; e zamboangueños em espanhol) são os habitantes locais da Península de Zamboanga nas Filipinas. Os zamboanguenos são formados por várias etnias e raças, aderem a religiões diferentes como o cristianismo, o islão e o taoismo, e compartilham como herança comum o dialeto zamboangueno da língua chavacana. O chavacano é uma língua crioula de base espanhola e o marcador mais forte da identidade zamboanguena.